# قائمة الجوائز والترشيحات التي تلقاها خواكين فينيكس
خواكين فينيكس (بالإنجليزية: Joaquin Phoenix)‏ هو ممثل أمريكي حاز علي عدة جوائز وترشيحات. مع حلول عام 2021، أصبح مجموع جوائزه 47 جائزة من أصل 120 ترشيح. فاز بجائزة أوسكار واحدة من أصل 4 ترشيحات عن أدائه في فيلم جوكر في حفل توزيع جوائز الأوسكار الثاني والتسعون. ترشح للجائزة للمرة الأولي في حفل توزيع جوائز الأوسكار الثالث والسبعون كأفضل ممثل مساعد عن أدائه في فيلم غلاديايتر، والمرة الثانية في حفل توزيع جوائز الأوسكار الثامن والسبعون كأفضل ممثل عن أدائه في فيلم السير على الخط، ثم المرة الثالثة في حفل توزيع جوائز الأوسكار الخامس والثمانون عن أدائه في فيلم المعلم.
أما عن جوائز البافتا، فقد ترشح فينيكس لأربع جوائز منها وفاز بها مرة واحدة؛ الأولي كأفضل ممثل في دور ثانوي عن أدائه في فيلم غلاديايتر في عام 2001، والثانية كأفضل ممثل في دور رئيسي عن أدائه في فيلم السير على الخط في عام 2006، والثالثة عن أدائه في فيلم المعلم في عام 2013، والرابعة عن أدائه في فيلم جوكر في عام 2020 وفاز بها.
وأما عن جوائز الغولدن غلوب، فقد فاز بها فينيكس مرتان وترشح لها 6 مرات؛ الترشيح الأول كان في عام 2001 ضمن فئة أفضل ممثل مساعد في فيلم عن أدائه في فيلم غلاديايتر، والترشيح الثاني في عام 2006 ضمن فئة أفضل ممثل في فيلم موسيقي أو كوميدي عن أدائه في فيلم السير على الخط وفاز بها، أما الترشيح الثالث، فقد كان في عام 2013 ضمن فئة أفضل ممثل في فيلم دراما عن أدائه في فيلم المعلم، ثم الترشيح الرابع والخامس في العامين المتتاليين 2014 و2015 ضمن فئة أفضل ممثل في فيلم موسيقي أو كوميدي عن أدائه في فيلمي هي وخطيئة متأصلة، وأخيرًا، الترشيح السادس في عام 2020 ضمن فئة أفضل ممثل في فيلم دراما عن أدائه في فيلم جوكر وفاز بها.
وفيما يخص جوائز نقابة ممثلي الشاشة، فقد فاز فينيكس بواحدة منها من أصل 5 ترشيحات؛ جائزة الأداء المتميز من قِبل ممثل في دور ثانوي عن فيلم غلاديايتر، وجائزة الأداء المتميز من قِبل طاقم تمثيل مرتان مع طاقم ممثلين فيلم غلاديايتر وفندق رواندا، وجائزة الأداء المتميز من قِبل ممثل في دور رئيسي عن فيلمي السير على الخط وجوكر وفاز بها عن الفيلم الأخير.
كما فاز فينيكس بجوائز أخري متنوعة؛ أبرزها جائزة غرامي لأفضل تأليف لموسيقى تصويرية للوسائط المرئية عن تسجيله الموسيقى التصويرية لفيلم السير على الخط، وكأس فولبي لأفضل ممثل عن دوره في فيلم المعلم، وجائزة مهرجان كان السينمائي لأفضل ممثل عن دوره في فيلم أنت لم تكن حقًا أبدًا هنا. وقد ترشح لجائزة الفنان الصغير مرتان؛ الأولي ضمن فئة أفضل ممثل صغير في فيلم عائلي صُنع للتلفزيون عن دوره في حلقة «إلى الوراء: لغز عسر القراءة» بمشاركه أخيه ريفر فينيكس، والثانية ضمن فئة أفضل ممثل صغير في دور رئيسي في فيلم روائي طويل عن دوره في فيلم الأبوة. وفاز عن فيلم غلاديايتر بجائزة اختيار النقاد للأفلام كأفضل ممثل مساعد وجائزة المجلس الوطني للمراجعة كأفضل ممثل مساعد، وعن فيلم السير على الخط بجائزة مهرجان هوليوود السينمائي كأفضل ممثل، وعن فيلم المعلم بجائزة جمعية نقاد السينما في لوس أنجلوس لأفضل ممثل، وعن فيلم أنت لم تكن حقًا أبدًا هنا بجائزة دائرة فلوريدا لنقاد السينما لأفضل ممثل. وترشح عن فيلم هي لجائزة زحل لأفضل ممثل وجائزة جمعية واشنطن العاصمة لنقاد السينما لأفضل ممثل.

## الجوائز والترشيحات

### جوائز الأوسكار
| العام | العمل المُرشح   | الفئة           | النتيجة | فاز بها                           | مراجع  |
| ----- | -------------- | --------------- | ------- | --------------------------------- | ------ |
| 2001  | غلاديايتر      | أفضل ممثل مساعد | رُشِّح     | بينيشيو ديل تورو عن فيلم إتجار    | [ 13 ] |
| 2006  | السير على الخط | أفضل ممثل       | رُشِّح     | فيليب سيمور هوفمان عن فيلم كابوتي | [ 14 ] |
| 2013  | المعلم         | أفضل ممثل       | رُشِّح     | دانيال دي لويس عن فيلم لينكون     | [ 15 ] |
| 2020  | جوكر           | أفضل ممثل       | فوز     |                                   | [ 16 ] |

### جوائز بافتا
| العام | العمل المُرشح   | الفئة                  | النتيجة | فاز بها                           | مراجع  |
| ----- | -------------- | ---------------------- | ------- | --------------------------------- | ------ |
| 2001  | غلاديايتر      | أفضل ممثل في دور ثانوي | رُشِّح     | بينيشيو ديل تورو عن فيلم إتجار    | [ 17 ] |
| 2006  | السير على الخط | أفضل ممثل في دور رئيسي | رُشِّح     | فيليب سيمور هوفمان عن فيلم كابوتي | [ 18 ] |
| 2013  | المعلم         | أفضل ممثل في دور رئيسي | رُشِّح     | دانيال دي لويس عن فيلم لينكون     | [ 19 ] |
| 2020  | جوكر           | أفضل ممثل في دور رئيسي | فوز     |                                   | [ 20 ] |

### جوائز الغولدن غلوب
| العام | العمل المُرشح   | الفئة                              | النتيجة | فاز بها                                  | مراجع  |
| ----- | -------------- | ---------------------------------- | ------- | ---------------------------------------- | ------ |
| 2001  | غلاديايتر      | أفضل ممثل مساعد في فيلم            | رُشِّح     | بينيشيو ديل تورو عن فيلم إتجار           | [ 21 ] |
| 2006  | السير على الخط | أفضل ممثل في فيلم موسيقي أو كوميدي | فوز     |                                          | [ 22 ] |
| 2013  | المعلم         | أفضل ممثل في فيلم دراما            | رُشِّح     | دانيال دي لويس عن فيلم لينكون            | [ 23 ] |
| 2014  | هي             | أفضل ممثل في فيلم موسيقي أو كوميدي | رُشِّح     | ليوناردو دي كابريو عن فيلم ذئب وول ستريت | [ 24 ] |
| 2015  | خطيئة متأصلة   | أفضل ممثل في فيلم موسيقي أو كوميدي | رُشِّح     | مايكل كيتون عن فيلم الرجل الطائر         | [ 25 ] |
| 2020  | جوكر           | أفضل ممثل في فيلم دراما            | فوز     |                                          | [ 26 ] |

### جائزة غرامي
| العام | العمل المُرشح   | الفئة                                      | النتيجة | مراجع  |
| ----- | -------------- | ------------------------------------------ | ------- | ------ |
| 2007  | السير على الخط | أفضل تأليف لموسيقى تصويرية للوسائط المرئية | فوز     | [ 27 ] |

### جوائز نقابة ممثلي الشاشة
| العام | العمل المُرشح   | الفئة                                              | النتيجة | فاز بها                            | مراجع  |
| ----- | -------------- | -------------------------------------------------- | ------- | ---------------------------------- | ------ |
| 2001  | غلاديايتر      | الأداء المتميز من قِبل ممثل في دور ثانوي في السينما | رُشِّح     | ألبرت فيني عن فيلم إيرين بروكوفيتش | [ 28 ] |
| 2001  | غلاديايتر      | الأداء المتميز من قِبل طاقم تمثيل في السينما        | رُشِّح     | طاقم فيلم إتجار                    | [ 28 ] |
| 2005  | فندق رواندا    | الأداء المتميز من قِبل طاقم تمثيل في السينما        | رُشِّح     | طاقم فيلم طرق جانبية               | [ 29 ] |
| 2006  | السير على الخط | الأداء المتميز من قِبل ممثل في دور رئيسي في السينما | رُشِّح     | فيليب سيمور هوفمان عن فيلم كابوتي  | [ 30 ] |
| 2020  | جوكر           | الأداء المتميز من قِبل ممثل في دور رئيسي في السينما | فوز     |                                    | [ 31 ] |

### جوائز الأكاديمية الأسترالية لفنون السينما والتلفزيون
| العام | العمل المُرشح | الفئة     | النتيجة | فاز بها                       | مراجع  |
| ----- | ------------ | --------- | ------- | ----------------------------- | ------ |
| 2013  | المعلم       | أفضل ممثل | رُشِّح     | دانيال دي لويس عن فيلم لينكون | [ 32 ] |
| 2020  | جوكر         | أفضل ممثل | رُشِّح     | آدم درايفر عن فيلم قصة زواج   | [ 33 ] |

### جائزة ألما
| العام | العمل المُرشح | الفئة                         | النتيجة | فاز بها                                  | مراجع  |
| ----- | ------------ | ----------------------------- | ------- | ---------------------------------------- | ------ |
| 2009  | عاشقان       | جائزة العام في السينما – ممثل | رُشِّح     | جون ليجويزامو عن فيلم لا شيء مثل الأعياد | [ 34 ] |

### جوائز السينما المستقلة البريطانية
| العام | العمل المُرشح            | الفئة     | النتيجة | فاز بها                                   | مراجع  |
| ----- | ----------------------- | --------- | ------- | ----------------------------------------- | ------ |
| 2003  | جنود بافالو             | أفضل ممثل | رُشِّح     | شيواتال إيجيوفور عن فيلم أشياء جميلة قذرة | [ 35 ] |
| 2018  | أنت لم تكن حقًا أبدًا هنا | أفضل ممثل | رُشِّح     | جو كول عن فيلم صلاة قبل الفجر             | [ 36 ] |

### جوائز دوريان
| العام | العمل المُرشح | الفئة                         | النتيجة | فاز بها                                   | مراجع  |
| ----- | ------------ | ----------------------------- | ------- | ----------------------------------------- | ------ |
| 2013  | المعلم       | الأداء السينمائي للعام – ممثل | رُشِّح     | ماثيو ماكونهي عن فيلم نادي دالاس للمشترين | [ 37 ] |
| 2020  | جوكر         | الأداء السينمائي للعام – ممثل | رُشِّح     | تشادويك بوسمان عن فيلم قاع ما ريني الأسود | [ 38 ] |

### جوائز الروح المستقلة
| العام | العمل المُرشح            | الفئة                                                     | النتيجة | فاز بها                     | مراجع  |
| ----- | ----------------------- | --------------------------------------------------------- | ------- | --------------------------- | ------ |
| 2015  | خطيئة متأصلة            | جائزة روبرت ألتمان (بمشاركة طاقم تمثيل فيلم خطيئة متأصلة) | فوز     |                             | [ 39 ] |
| 2019  | أنت لم تكن حقًا أبدًا هنا | أفضل ممثل رئيسي                                           | رُشِّح     | إيثان هوك عن فيلم أول إصلاح | [ 40 ] |

### جائزة الأكاديمية الأيرلندية للسينما والتلفزيون
| العام | العمل المُرشح | الفئة           | النتيجة | فاز بها                       | مراجع  |
| ----- | ------------ | --------------- | ------- | ----------------------------- | ------ |
| 2013  | المعلم       | أفضل ممثل عالمي | رُشِّح     | دانيال دي لويس عن فيلم لينكون | [ 41 ] |

### جائزة المجلس الوطني للمراجعة
| العام | العمل المُرشح                   | الفئة           | النتيجة | مراجع |
| ----- | ------------------------------ | --------------- | ------- | ----- |
| 2000  | الريشات / غلاديايتر / الياردات | أفضل ممثل مساعد | فوز     | [ 7 ] |

### جوائز ساتالايت
| العام | العمل المُرشح | الفئة             | النتيجة | فاز بها                               | مراجع  |
| ----- | ------------ | ----------------- | ------- | ------------------------------------- | ------ |
| 2012  | المعلم       | أفضل ممثل في فيلم | رُشِّح     | برادلي كوبر عن فيلم المعالجة بالسعادة | [ 42 ] |
| 2019  | جوكر         | أفضل ممثل في فيلم | رُشِّح     | كريستيان بيل عن فيلم فورد ضد فيراري   | [ 43 ] |

### جوائز الفنان الصغير
| العام | العمل المُرشح                | الفئة                                                       | النتيجة | فاز بها                       | مراجع |
| ----- | --------------------------- | ----------------------------------------------------------- | ------- | ----------------------------- | ----- |
| 1984  | إلى الوراء: لغز عسر القراءة | أفضل ممثل صغير في فيلم عائلي صُنع للتلفزيون (مع ريفر فينيكس) | رُشِّح     | دوغ سكوت عن فيلم اليوم التالي | [ 4 ] |
| 1990  | الأبوة                      | أفضل ممثل صغير في دور رئيسي في فيلم روائي طويل              | رُشِّح     | شون أستين عن فيلم البقاء معا  | [ 5 ] |

### جوائز تحالف الصحفيات السينمائيات
| العام | العمل المُرشح | الفئة                                                           | النتيجة | فاز بها                                   | مراجع         |
| ----- | ------------ | --------------------------------------------------------------- | ------- | ----------------------------------------- | ------------- |
| 2013  | المعلم       | أفضل ممثل                                                       | رُشِّح     | دانيال دي لويس عن فيلم لينكون             | [ 44 ]        |
| 2014  | هي           | أفضل ممثل                                                       | رُشِّح     | ماثيو ماكونهي عن فيلم نادي دالاس للمشترين | [ 45 ] [ 46 ] |
| 2014  | هي           | أفضل تصوير للعري، والجنس، أو الإغراء (بمشاركة سكارليت جوهانسون) | فوز     |                                           | [ 45 ] [ 46 ] |
| 2020  | جوكر         | أفضل ممثل                                                       | رُشِّح     | آدم درايفر عن فيلم قصة زواج               | [ 47 ]        |

### جوائز جمعية أوستن لنقاد السينما
| العام | العمل المُرشح            | الفئة     | النتيجة | فاز بها                     | مراجع  |
| ----- | ----------------------- | --------- | ------- | --------------------------- | ------ |
| 2012  | المعلم                  | أفضل ممثل | فوز     |                             | [ 48 ] |
| 2019  | أنت لم تكن حقًا أبدًا هنا | أفضل ممثل | رُشِّح     | إيثان هوك عن فيلم أول إصلاح | [ 49 ] |

### جائزة جمعية بوسطن لنقاد السينما
| العام | العمل المُرشح | الفئة     | النتيجة            | فاز بها                                           | مراجع  |
| ----- | ------------ | --------- | ------------------ | ------------------------------------------------- | ------ |
| 2019  | جوكر         | أفضل ممثل | في المرتبة الثانية | آدم ساندلر عن فيلم ان كت جيمز (في المرتبة الأولي) | [ 50 ] |

### جوائز جمعية شيكاغو لنقاد السينما
| العام | العمل المُرشح            | الفئة     | النتيجة | فاز بها                           | مراجع  |
| ----- | ----------------------- | --------- | ------- | --------------------------------- | ------ |
| 2005  | السير على الخط          | أفضل ممثل | رُشِّح     | فيليب سيمور هوفمان عن فيلم كابوتي | [ 51 ] |
| 2012  | المعلم                  | أفضل ممثل | رُشِّح     | دانيال دي لويس عن فيلم لينكون     | [ 52 ] |
| 2018  | أنت لم تكن حقًا أبدًا هنا | أفضل ممثل | رُشِّح     | إيثان هوك عن فيلم أول إصلاح       | [ 53 ] |
| 2019  | جوكر                    | أفضل ممثل | رُشِّح     | آدم درايفر عن فيلم قصة زواج       | [ 54 ] |

### جوائز اختيار النقاد للأفلام
| العام | العمل المُرشح                   | الفئة           | النتيجة | فاز بها                           | مراجع  |
| ----- | ------------------------------ | --------------- | ------- | --------------------------------- | ------ |
| 2001  | الياردات / غلاديايتر / الريشات | أفضل ممثل مساعد | فوز     |                                   | [ 55 ] |
| 2006  | السير على الخط                 | أفضل ممثل       | رُشِّح     | فيليب سيمور هوفمان عن فيلم كابوتي | [ 56 ] |
| 2013  | المعلم                         | أفضل ممثل       | رُشِّح     | دانيال دي لويس عن فيلم لينكون     | [ 57 ] |
| 2020  | جوكر                           | أفضل ممثل       | فوز     |                                   | [ 58 ] |

### جوائز جمعية دالاس فورت وورث لنقاد السينما
| العام | العمل المُرشح   | الفئة     | النتيجة            | فاز بها                                           | مراجع  |
| ----- | -------------- | --------- | ------------------ | ------------------------------------------------- | ------ |
| 2005  | السير على الخط | أفضل ممثل | رُشِّح                | فيليب سيمور هوفمان عن فيلم كابوتي                 | [ 59 ] |
| 2012  | المعلم         | أفضل ممثل | في المرتبة الثانية | دانيال دي لويس عن فيلم لينكون (في المرتبة الأولي) | [ 60 ] |
| 2019  | جوكر           | أفضل ممثل | في المرتبة الثانية | آدم درايفر عن فيلم قصة زواج (في المرتبة الأولي)   | [ 61 ] |

### جوائز جمعية ديترويت لنقاد السينما
| العام | العمل المُرشح | الفئة     | النتيجة | فاز بها                       | مراجع  |
| ----- | ------------ | --------- | ------- | ----------------------------- | ------ |
| 2012  | المعلم       | أفضل ممثل | رُشِّح     | دانيال دي لويس عن فيلم لينكون | [ 62 ] |
| 2019  | جوكر         | أفضل ممثل | رُشِّح     | آدم درايفر عن فيلم قصة زواج   | [ 63 ] |

### جوائز دائرة دبلن لنقاد السينما
| العام | العمل المُرشح            | الفئة | النتيجة            | فاز بها                                                   | مراجع  |
| ----- | ----------------------- | --- | ------------------ | --------------------------------------------------------- | ------ |
| 2012  | المعلم                  | أفضل ممثل | فوز                |                                                           | [ 64 ] |
| 2014  | هي                      | أفضل ممثل (تعادل مع بيل هادر عن فيلم توأم الهيكل العظمي، وشيواتال إيجيوفور عن فيلم عبد لاثني عشر عاما، وتوم هاردي عن فيلم لوك) | رُشِّح                | جيك جيلنهال عن فيلم المتسلل ليلا                          | [ 65 ] |
| 2018  | أنت لم تكن حقًا أبدًا هنا | أفضل ممثل | في المرتبة الثانية | تشارلي بلامر عن فيلم الاستناد على بيت (في المرتبة الأولي) | [ 66 ] |
| 2019  | جوكر                    | أفضل ممثل | في المرتبة الثانية | آدم درايفر عن فيلم قصة زواج (في المرتبة الأولي)           | [ 67 ] |

### جوائز دائرة فلوريدا لنقاد السينما
| العام | العمل المُرشح            | الفئة     | النتيجة            | فاز بها                                                         | مراجع  |
| ----- | ----------------------- | --------- | ------------------ | --------------------------------------------------------------- | ------ |
| 2013  | هي                      | أفضل ممثل | في المرتبة الثانية | شيواتال إيجيوفور عن فيلم عبد لاثني عشر عاما (في المرتبة الأولي) | [ 68 ] |
| 2018  | أنت لم تكن حقًا أبدًا هنا | أفضل ممثل | فوز                |                                                                 | [ 10 ] |
| 2019  | جوكر                    | أفضل ممثل | رُشِّح                | آدم درايفر عن فيلم قصة زواج                                     | [ 69 ] |

### جوائز جمعية نقاد السينما في جورجيا
| العام | العمل المُرشح | الفئة     | النتيجة | فاز بها                                     | مراجع  |
| ----- | ------------ | --------- | ------- | ------------------------------------------- | ------ |
| 2013  | المعلم       | أفضل ممثل | رُشِّح     | دانيال دي لويس عن فيلم لينكون               | [ 70 ] |
| 2014  | هي           | أفضل ممثل | رُشِّح     | شيواتال إيجيوفور عن فيلم عبد لاثني عشر عاما | [ 71 ] |
| 2020  | جوكر         | أفضل ممثل | رُشِّح     | آدم درايفر عن فيلم قصة زواج                 | [ 72 ] |

### جائزة جمعية النقاد في هوليوود
| العام | العمل المُرشح | الفئة     | النتيجة | مراجع  |
| ----- | ------------ | --------- | ------- | ------ |
| 2020  | جوكر         | أفضل ممثل | فوز     | [ 73 ] |

### جوائز جمعية هيوستن لنقاد السينما
| العام | العمل المُرشح | الفئة     | النتيجة | فاز بها                       | مراجع  |
| ----- | ------------ | --------- | ------- | ----------------------------- | ------ |
| 2013  | المعلم       | أفضل ممثل | رُشِّح     | دانيال دي لويس عن فيلم لينكون | [ 74 ] |
| 2020  | جوكر         | أفضل ممثل | رُشِّح     | آدم درايفر عن فيلم قصة زواج   | [ 75 ] |

### جوائز استطلاع رأي نقاد إنديواير
| العام | العمل المُرشح            | الفئة     | النتيجة            | فاز بها                                         | مراجع  |
| ----- | ----------------------- | --------- | ------------------ | ----------------------------------------------- | ------ |
| 2009  | عاشقان                  | أفضل ممثل | رُشِّح                | جيرمي رينر عن فيلم خزانة الألم                  | [ 76 ] |
| 2018  | أنت لم تكن حقًا أبدًا هنا | أفضل ممثل | في المرتبة الثانية | إيثان هوك عن فيلم أول إصلاح (في المرتبة الأولي) | [ 77 ] |
| 2019  | جوكر                    | أفضل ممثل | رُشِّح                | آدم درايفر عن فيلم قصة زواج                     | [ 78 ] |

### جوائز جمعية سينيفيل الدولية
| العام | العمل المُرشح | الفئة     | النتيجة            | فاز بها                                                                                                   | مراجع  |
| ----- | ------------ | --------- | ------------------ | --- | ------ |
| 2010  | عاشقان       | أفضل ممثل | رُشِّح                | كولين فيرث عن فيلم رجل وحيد                                                                               | [ 79 ] |
| 2013  | المعلم       | أفضل ممثل | رُشِّح                | دينيس لافانت عن فيلم المحركات المقدسة                                                                     | [ 80 ] |
| 2014  | هي           | أفضل ممثل | في المرتبة الثانية | ليوناردو دي كابريو عن فيلم ذئب وول ستريت وأوسكار إسحاق عن فيلم داخل لوين ديفيس (كلاهما في المرتبة الأولي) | [ 81 ] |

### جوائز دائرة نقاد لندن
| العام | العمل المُرشح            | الفئة      | النتيجة | فاز بها                     | مراجع  |
| ----- | ----------------------- | ---------- | ------- | --------------------------- | ------ |
| 2013  | المعلم                  | ممثل العام | فوز     |                             | [ 82 ] |
| 2019  | أنت لم تكن حقًا أبدًا هنا | ممثل العام | رُشِّح     | إيثان هوك عن فيلم أول إصلاح | [ 83 ] |
| 2020  | جوكر                    | ممثل العام | فوز     |                             | [ 84 ] |

### جائزة جمعية نقاد السينما في لوس أنجلوس
| العام | العمل المُرشح | الفئة     | النتيجة | مراجع |
| ----- | ------------ | --------- | ------- | ----- |
| 2012  | المعلم       | أفضل ممثل | فوز     | [ 9 ] |

### جوائز الجمعية الوطنية لنقاد السينما
| العام | العمل المُرشح | الفئة                                                       | النتيجة            | فاز بها                                           | مراجع  |
| ----- | ------------ | ----------------------------------------------------------- | ------------------ | ------------------------------------------------- | ------ |
| 2013  | المعلم       | أفضل ممثل (تعادل مع دينيس لافانت عن فيلم المحركات المقدسة)  | في المرتبة الثانية | دانيال دي لويس عن فيلم لينكون (في المرتبة الأولي) | [ 85 ] |
| 2015  | خطيئة متأصلة | أفضل ممثل (تعادل مع رالف فاينس عن فيلم فندق بودابست الكبير) | رُشِّح                | تيموثي ليونارد سبال عن فيلم السيد تيرنر           | [ 86 ] |

### جائزة دائرة نقاد السينما في نيويورك
| العام | العمل المُرشح | الفئة     | النتيجة | فاز بها                       | مراجع  |
| ----- | ------------ | --------- | ------- | ----------------------------- | ------ |
| 2013  | المعلم       | أفضل ممثل | رُشِّح     | دانيال دي لويس عن فيلم لينكون | [ 87 ] |

### جائزة نقاد السينما علي الإنترنت في نيويورك
| العام | العمل المُرشح | الفئة     | النتيجة | مراجع  |
| ----- | ------------ | --------- | ------- | ------ |
| 2019  | جوكر         | أفضل ممثل | فوز     | [ 88 ] |

### جوائز جمعية نقاد السينما علي الإنترنت
| العام | العمل المُرشح            | الفئة     | النتيجة | فاز بها                                     | مراجع  |
| ----- | ----------------------- | --------- | ------- | ------------------------------------------- | ------ |
| 2006  | السير على الخط          | أفضل ممثل | رُشِّح     | فيليب سيمور هوفمان عن فيلم كابوتي           | [ 89 ] |
| 2009  | عاشقان                  | أفضل ممثل | رُشِّح     | جيرمي رينر عن فيلم خزانة الألم              | [ 90 ] |
| 2012  | المعلم                  | أفضل ممثل | رُشِّح     | دانيال دي لويس عن فيلم لينكون               | [ 91 ] |
| 2013  | هي                      | أفضل ممثل | رُشِّح     | شيواتال إيجيوفور عن فيلم عبد لاثني عشر عاما | [ 92 ] |
| 2019  | أنت لم تكن حقًا أبدًا هنا | أفضل ممثل | رُشِّح     | إيثان هوك عن فيلم أول إصلاح                 | [ 93 ] |
| 2020  | جوكر                    | أفضل ممثل | رُشِّح     | آدم درايفر عن فيلم قصة زواج                 | [ 94 ] |

### جوائز جمعية سان دييغو لنقاد السينما
| العام | العمل المُرشح                   | الفئة                                            | النتيجة | فاز بها                              | مراجع  |
| ----- | ------------------------------ | ------------------------------------------------ | ------- | ------------------------------------ | ------ |
| 2000  | الريشات / غلاديايتر / الياردات | جائزة مجموعة الأعمال                             | فوز     |                                      | [ 95 ] |
| 2012  | المعلم                         | أفضل ممثل                                        | رُشِّح     | دانيال دي لويس عن فيلم لينكون        | [ 96 ] |
| 2013  | هي                             | أفضل ممثل                                        | رُشِّح     | أوسكار إسحاق عن فيلم داخل لوين ديفيس | [ 97 ] |
| 2019  | جوكر                           | أفضل ممثل (تعادل مع آدم درايفر عن فيلم قصة زواج) | فوز     |                                      | [ 98 ] |

### جوائز دائرة منطقة خليج سان فرانسيسكو لنقاد السينما
| العام | العمل المُرشح | الفئة     | النتيجة | فاز بها                           | مراجع   |
| ----- | ------------ | --------- | ------- | --------------------------------- | ------- |
| 2012  | المعلم       | أفضل ممثل | فوز     |                                   | [ 99 ]  |
| 2019  | جوكر         | أفضل ممثل | رُشِّح     | أنتونيو بانديراس عن فيلم ألم ومجد | [ 100 ] |

### جوائز جمعية سياتل لنقاد السينما
| العام | العمل المُرشح            | الفئة           | النتيجة | فاز بها                          | مراجع   |
| ----- | ----------------------- | --------------- | ------- | -------------------------------- | ------- |
| 2018  | أنت لم تكن حقًا أبدًا هنا | أفضل ممثل       | رُشِّح     | إيثان هوك عن فيلم أول إصلاح      | [ 101 ] |
| 2019  | جوكر                    | أفضل ممثل       | رُشِّح     | آدم درايفر عن فيلم قصة زواج      | [ 102 ] |
| 2019  | جوكر                    | أفضل شرير للعام | رُشِّح     | الفستان الأحمر في فيلم في النسيج | [ 102 ] |

### جائزة جمعية سانت لويس لنقاد السينما
| العام | العمل المُرشح | الفئة     | النتيجة            | فاز بها                                           | مراجع   |
| ----- | ------------ | --------- | ------------------ | ------------------------------------------------- | ------- |
| 2019  | جوكر         | أفضل ممثل | في المرتبة الثانية | آدم ساندلر عن فيلم ان كت جيمز (في المرتبة الأولي) | [ 103 ] |

### جائزة جمعية تورونتو لنقاد السينما
| العام | العمل المُرشح | الفئة     | النتيجة            | فاز بها                                                   | مراجع   |
| ----- | ------------ | --------- | ------------------ | --------------------------------------------------------- | ------- |
| 2012  | المعلم       | أفضل ممثل | في المرتبة الثانية | دينيس لافانت عن فيلم المحركات المقدسة (في المرتبة الأولي) | [ 104 ] |

### جوائز دائرة فانكوفر لنقاد السينما
| العام | العمل المُرشح | الفئة     | النتيجة | فاز بها                     | مراجع   |
| ----- | ------------ | --------- | ------- | --------------------------- | ------- |
| 2013  | المعلم       | أفضل ممثل | فوز     |                             | [ 105 ] |
| 2019  | جوكر         | أفضل ممثل | رُشِّح     | آدم درايفر عن فيلم قصة زواج | [ 106 ] |

### جوائز استطلاع فيليج فويس للأفلام
| العام | العمل المُرشح | الفئة     | النتيجة | فاز بها                                     | مراجع   |
| ----- | ------------ | --------- | ------- | ------------------------------------------- | ------- |
| 2009  | عاشقان       | أفضل ممثل | رُشِّح     | جيرمي رينر عن فيلم خزانة الألم              | [ 107 ] |
| 2012  | المعلم       | أفضل ممثل | فوز     |                                             | [ 108 ] |
| 2013  | هي           | أفضل ممثل | رُشِّح     | شيواتال إيجيوفور عن فيلم عبد لاثني عشر عاما | [ 109 ] |

### جوائز جمعية واشنطن العاصمة لنقاد السينما
| العام | العمل المُرشح   | الفئة     | النتيجة | فاز بها                                     | مراجع   |
| ----- | -------------- | --------- | ------- | ------------------------------------------- | ------- |
| 2005  | السير على الخط | أفضل ممثل | رُشِّح     | فيليب سيمور هوفمان عن فيلم كابوتي           | [ 110 ] |
| 2012  | المعلم         | أفضل ممثل | رُشِّح     | دانيال دي لويس عن فيلم لينكون               | [ 111 ] |
| 2013  | هي             | أفضل ممثل | رُشِّح     | شيواتال إيجيوفور عن فيلم عبد لاثني عشر عاما | [ 12 ]  |
| 2019  | جوكر           | أفضل ممثل | رُشِّح     | آدم درايفر عن فيلم قصة زواج                 | [ 112 ] |

### جائزة دائرة نقاد أفلام المرأة
| العام | العمل المُرشح | الفئة     | النتيجة            | فاز بها                                         | مراجع   |
| ----- | ------------ | --------- | ------------------ | ----------------------------------------------- | ------- |
| 2019  | جوكر         | أفضل ممثل | في المرتبة الثانية | آدم درايفر عن فيلم قصة زواج (في المرتبة الأولي) | [ 113 ] |

### جائزة مهرجان كان السينمائي
| العام | العمل المُرشح            | الفئة     | النتيجة | مراجع |
| ----- | ----------------------- | --------- | ------- | ----- |
| 2017  | أنت لم تكن حقًا أبدًا هنا | أفضل ممثل | فوز     | [ 3 ] |

### جائزة مهرجان كابري هوليوود السينمائي الدولي
| العام | العمل المُرشح | الفئة     | النتيجة | مراجع   |
| ----- | ------------ | --------- | ------- | ------- |
| 2019  | جوكر         | أفضل ممثل | فوز     | [ 114 ] |

### جائزة مهرجان هوليوود السينمائي
| العام | العمل المُرشح   | الفئة     | النتيجة | مراجع |
| ----- | -------------- | --------- | ------- | ----- |
| 2005  | السير على الخط | أفضل ممثل | فوز     | [ 8 ] |

### جائزة مهرجان بالم سبرينغس السينمائي الدولي
| العام | العمل المُرشح | الفئة        | النتيجة | مراجع   |
| ----- | ------------ | ------------ | ------- | ------- |
| 2020  | جوكر         | جائزة شيرمان | فوز     | [ 115 ] |

### جائزة مهرجان سان دييغو السينمائي الدولي
| العام | العمل المُرشح | الفئة           | النتيجة | مراجع   |
| ----- | ------------ | --------------- | ------- | ------- |
| 2005  | —            | جائزة الإنسانية | فوز     | [ 116 ] |

### جائزة مهرجان تورونتو السينمائي الدولي
| العام | العمل المُرشح | الفئة                                              | النتيجة | مراجع   |
| ----- | ------------ | -------------------------------------------------- | ------- | ------- |
| 2019  | —            | جائزة مهرجان تورنتو السينمائي الدولي لتقدير الممثل | فوز     | [ 117 ] |

### جائزة مهرجان البندقية السينمائي
| العام | العمل المُرشح | الفئة                                              | النتيجة | مراجع |
| ----- | ------------ | -------------------------------------------------- | ------- | ----- |
| 2012  | المعلم       | كأس فولبي لأفضل ممثل (تعادل مع فيليب سيمور هوفمان) | فوز     | [ 2 ] |

### جائزة بلوك باستر الترفيهية
| العام | العمل المُرشح | الفئة               | النتيجة | مراجع   |
| ----- | ------------ | ------------------- | ------- | ------- |
| 2001  | غلاديايتر    | جائزة الشرير المُفضل | فوز     | [ 118 ] |

### جوائز إم تي في للأفلام والتلفزيون
| العام | العمل المُرشح   | الفئة                                                       | النتيجة | فاز بها                                                            | مراجع   |
| ----- | -------------- | ----------------------------------------------------------- | ------- | ------------------------------------------------------------------ | ------- |
| 2001  | غلاديايتر      | أفضل شرير                                                   | رُشِّح     | جيم كاري عن فيلم غرينش                                             | [ 119 ] |
| 2001  | غلاديايتر      | أفضل مقطع من فيلم (عن مقطع "إنه يزعجني، أنا منزعج للغاية!") | رُشِّح     | روبرت دي نيرو عن مقطع "هل أنت حشاش يا فوكر؟" في فيلم قابل الوالدين | [ 119 ] |
| 2006  | السير على الخط | أفضل أداء                                                   | رُشِّح     | جيك جيلنهال عن فيلم جبل بروكباك                                    | [ 120 ] |

### جائزة خيار الشعب
| العام | العمل المُرشح   | الفئة                | النتيجة | مراجع           |
| ----- | -------------- | -------------------- | ------- | --------------- |
| 2008  | نحن نملك الليل | الرجل الرئيسي المفضل | فوز     | [ 121 ] [ 122 ] |

### جائزة اختيار المراهقين
| العام | العمل المُرشح | الفئة                          | النتيجة | فاز بها                              | مراجع   |
| ----- | ------------ | ------------------------------ | ------- | ------------------------------------ | ------- |
| 2005  | السلم 49     | اختيار الممثل السينمائي: دراما | رُشِّح     | رايان غوسلينغ عن فيلم دفتر الملاحظات | [ 123 ] |

## طالع أيضًا
- قائمة أعمال خواكين فينيكس